# Anděla
Dívčí křestní jméno Anděla je ženská forma slova anděl. Od téhož jména jsou odvozeny formy Angelína, Angelika („andělská“) apod. V překladu znamená posel Boží (nebeský).

## Zdrobněliny
Andělka, Andělinka, Anďa

## Jméno Anděla v jiných jazycích
- Italsky: Angela
- Francouzsky: Angélique
- Německy: Angelika, Angela
- Rusky: Ангела
- Anglicky: Angela
- Španělsky: Angélica
- Srbsky: Anđela

## Data jmenin
- Český kalendář: 11. března
- Slovenský kalendář: 11. března
- Římskokatolický církevní kalendář: 4. ledna (bl. Angela z Foligna), 27. ledna (sv. Anděla Mericiová)

## Statistické údaje
Následující tabulka uvádí četnost jména v ČR a pořadí mezi ženskými jmény ve srovnání dvou roků, pro které jsou dostupné údaje MV ČR – lze z ní tedy vysledovat trend v užívání tohoto jména:
| Rok       | Četnost    | Pořadí   |
| --------- | ---------- | -------- |
| 1999      | 5459       | 108.     |
| 2002      | 5036       | 113.     |
| Porovnání | o 423 méně | o 5 hůře |
| 2006      | 4239       | 128.     |

Změna procentního zastoupení tohoto jména mezi žijícími ženami v ČR (tj. procentní změna se započítáním celkového úbytku žen v ČR za sledované tři roky 1999-2002) je -7,0%, což svědčí o poměrně značném poklesu obliby tohoto jména.

## Známé nositelky jména

### Svaté a blahoslavené
- svatá Anděla Mericiová (1474–1540) – mystička, zakladatelka řádu sester voršilek
- blahoslavená Anděla z Foligna

### Ostatní
- Angela Bassettová – americká herečka
- Angela Beesleyová Starlingová – internetová podnikatelka
- Anděla Čisáriková – česká herečka
- Angela Davisová – aktivistka a feministka
- Anděla Kozáková-Jírová – první doktorka práv v Československu a první notářka v Evropě
- Angela Lansburyová – britsko-americká herečka
- Angela Lanzaová – americká zpěvačka
- Angela Lindvallová – americká modelka
- Angela Maurerová – německá plavkyně
- Angela Merkelová – německá politička
- Angela Watsonová – americká herečka, modelka a country zpěvačka

## Fiktivní Anděly
- Angela Montenegro – postava antropoložka z amerického TV seriálu Bones
- Anděla Uhlířová—Šebestíková-Rybová – postava z českého TV seriálu Četnické humoresky